# علامة مسافة

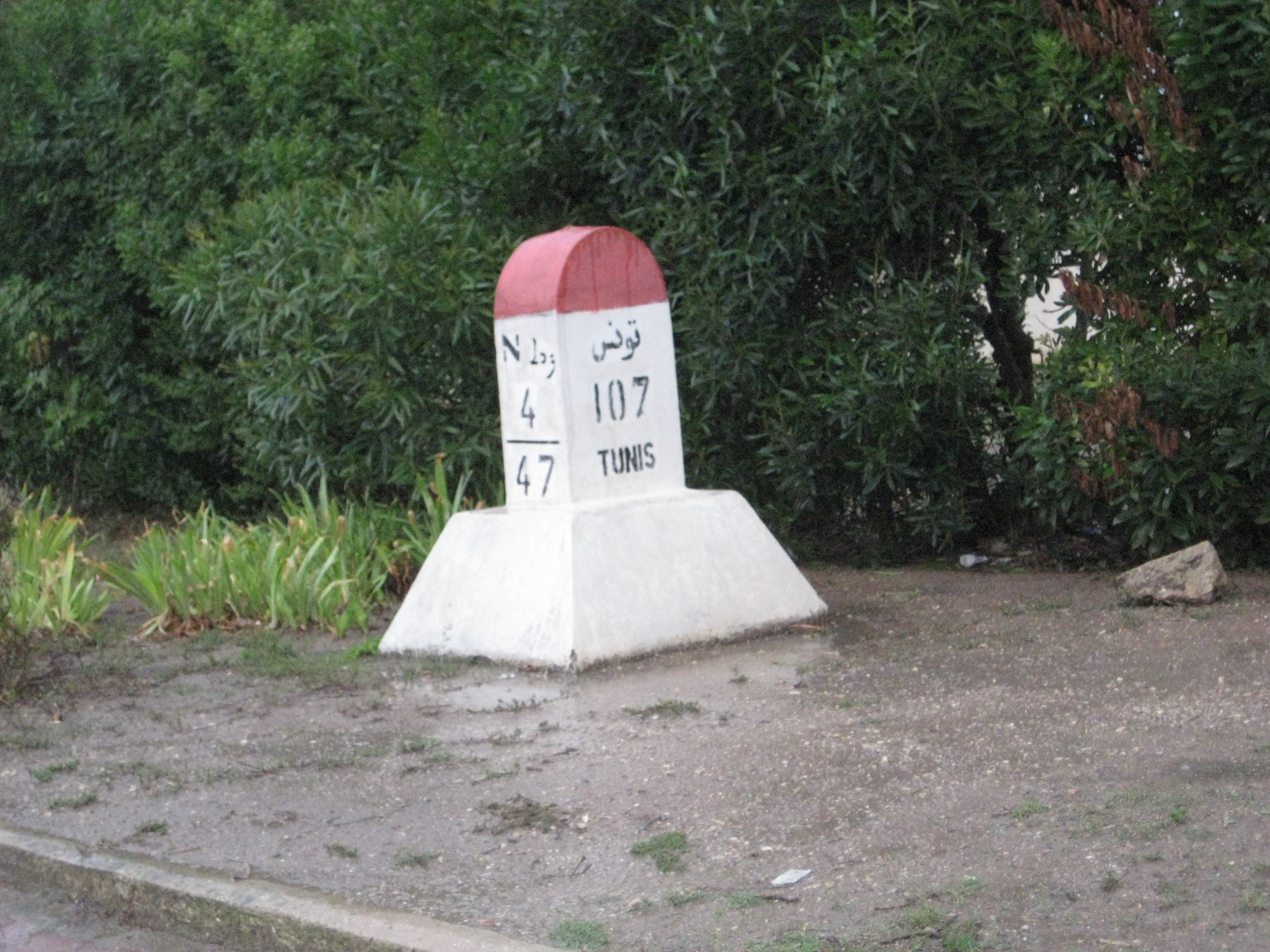
علامة مسافات على الطريق الوطنية رقم 7 التونسية

علامة المسافات أو الصُّوَّة توضع عادة على جانب الطريق لإعلام المسافر بعدد الكيلومترات أو الأميال المتبقية لبلوغ المدينة المقصودة.
تكون عادة في جانب الطريق على فترات من ميل واحد أو كيلومتر واحد. تستخدم علامة المسافات لطمأنة المسافرين بأنهم يتبعون المسار الصحيح ولإعلامهم بالمسافة المقطوعة أو المسافة المتبقية إلى الوجهة. وتستخدم هذه الإشارات أيضا من قبل مهندسي الصيانة وخدمات الطوارئ لتوجيههم إلى نقاط محددة. ويستخدم هذا المصطلح أحيانا للدلالة على موقع على الطريق حتى إذا لم يكن هناك علامة مجسدة فعليا. وهذا مفيد للإبلاغ عن الحادث وغيره من حفظ السجلات (على سبيل المثال، «حدث حادث عند علامة 13 ميلاً»).

## الإمبراطورية الرومانية

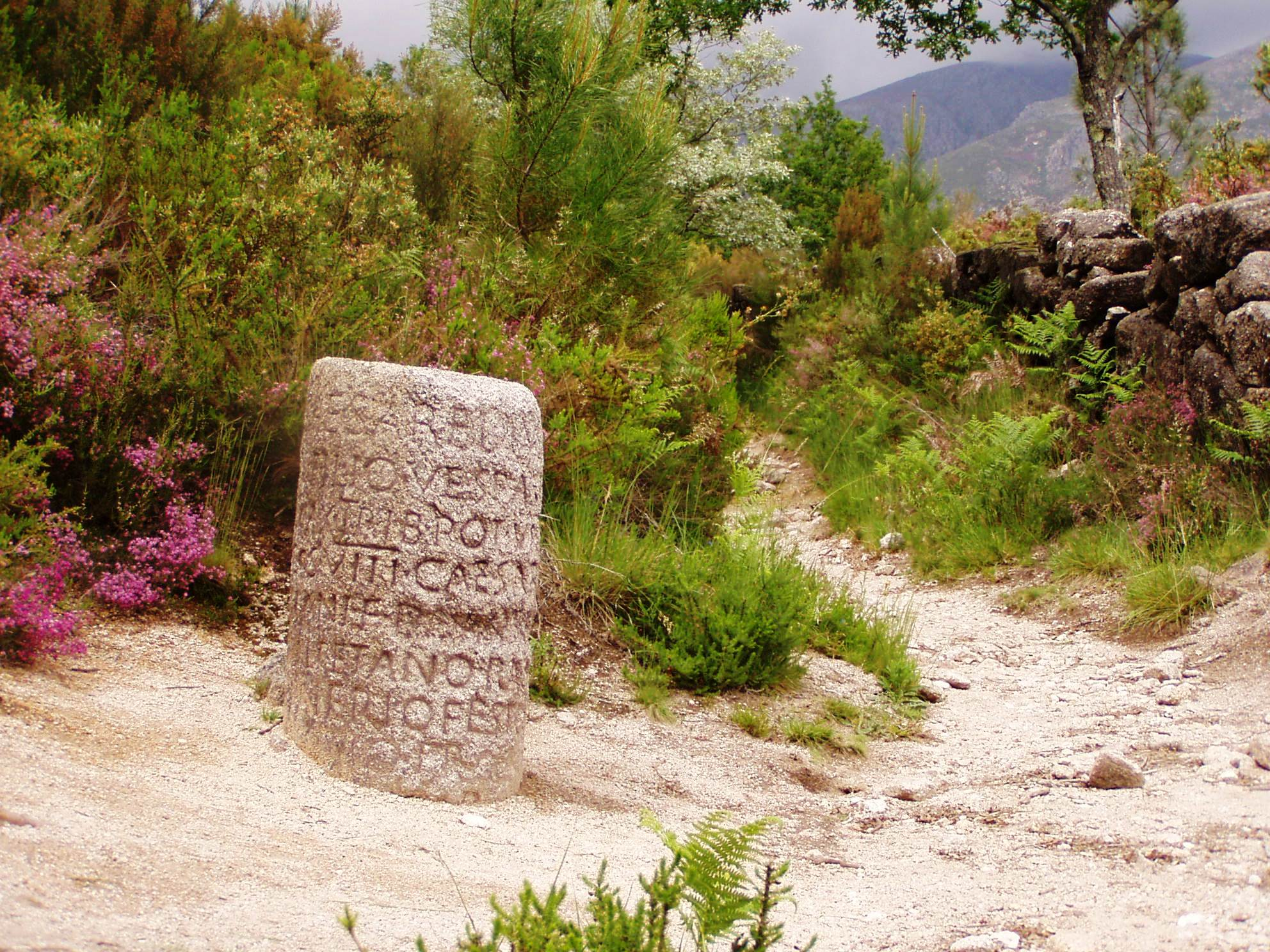

كانت المعالم الرئيسية (اللاتينية: Miliarium) في الأصل مسلات حجرية - مصنوعة من الجرانيت أو الرخام أو أي حجر محلي متاح - وأعمدة خرسانية لاحقاً. تم استخدامها على نطاق واسع من قبل بناة الطرق في الإمبراطورية الرومانية وكانت جزءًا مهمًا من أي شبكة طرق رومانية: كانت المسافة المقطوعة يوميًا هي بضعة أميال فقط في بعض الحالات. تسجل العديد من المعالم الرومانية اسم الإمبراطور الحاكم فقط دون إعطاء أي أسماء أو مسافات. ظهرت أولى المعالم الرومانية على طريق أبيا. في وسط روما، تم إنشاء «المعلم الذهبي» للاحتفال بنقطة المركز الافتراضي للإمبراطورية: لكن فقد هذا المعلم منذ ذلك الحين. وألهم المعلم الذهبي البنائين لانشاء معلم Zero Milestone في واشنطن العاصمة، والذي قصد به أن يكون النقطة التي يجب أن يحسب منها جميع مسافات الطرق في الولايات المتحدة. .

## الامبراطورية البيزنطية
نصب ميليون [الإنجليزية] ، تم تشييده في أوائل القرن الرابع الميلادي في القسطنطينية. كانت بمثابة نقطة البداية لقياس المسافات لجميع الطرق المؤدية إلى مدن الإمبراطورية البيزنطية، وكان لها نفس وظيفة Milliarium Aureum في روما القديمة. نجا Milion على حاله حتى أواخر القرن الخامس عشر على الأقل. تم اكتشاف شظاياه مرة أخرى في أواخر الستينيات.

## الحضارة الاسلامية

علامة طريق من القرن الأول الهجري

وضع الخليفة الأموي عبد الملك بن مروان أحجار الأميال على طول الطرق التي كان يسلكها المسافرون وعثر على بعضها في مدينة فيق في الجولان السوري، وهي، أي فيق، واحدة من محطات الطرق الرئيسية طوال العصور الإسلامية. كانت وظيفة هذه الحجارة إرشاد المسافرين وتعريفهم بطول المسافات، إذ كان الفاصل بين الحجر والحجر الآخر ميل واحد. عثر على العديد من هذه الحجارة في أكثر من مكان أحدها موجود في متحف الاثار الإسلامية في إسطنبول وآخر في متحف القدس
النص المكتوب على الحجر الموجود حاليا في متحف قصرين في الجولان:
«بسم الله الرحمن الرحيم

لا إله إلا الله وحده لا شريك له محمد رسول الله

أمر بصنعة هذه الأميال عبد الله عبد الملك أمير المؤمنين على يدي مشاور مولى أمير المؤمنين

في شعبان من سنة خمس وثمانين من دمشق إلى هذا ثلاثة وخمسون ميلاً.»

## أوروبا ما بعد العصور الوسطى
في أوروبا، تبدأ المسافة المقاسة عادةً عند نقطة محددة داخل مدينة أو بلدة، حيث يتم تسمية العديد من الطرق للبلدات في كلا الطرفين. على سبيل المثال، في لندن، تعد لوحة بالقرب من صليب إليانور ‏ في شارينغ كروس هي النقطة المرجعية التي يتم من خلالها قياس المسافات من لندن إلى البلدات والمدن الأخرى.
بنى البريطانيون العديد من المعالم البارزة في جزيرة مالطا. كانت تتكون من ألواح كبيرة من الصخور الصلبة المحلية وتم نقشها بتحديد المسافة من أو إلى موقع معين. تم تشويه العديد من هذه في الحرب العالمية الثانية لمنع العدو من استعمالها في غزو محتمل ‏. على الرغم من ذلك لا يزال هناك عدد قليل جدًا من المعالم البارزة دون وجه، وأحدها الآن في متحف مالطا الحربي.

## الهند
تعتبر مينار كوس (Minars أو Mile Pillars) معلم من القرون الوسطى تم صنعه من قبل الحاكم الأفغاني في ‏ القرن السادس عشر شير شاه ولاحقًا من قبل الأباطرة المغول. Kos Minar عبارة عن عمود دائري صلب، يبلغ ارتفاعه حوالي 30 قدمًا (9.1 م) ويقف على منصة بناء مبنية بالطوب وملصقة بالكلس. على الرغم من أنها ليست مثيرة للإعجاب من الناحية المعمارية، إلا أنها كانت جزءًا مهمًا من التواصل والسفر في إمبراطورية كبيرة.

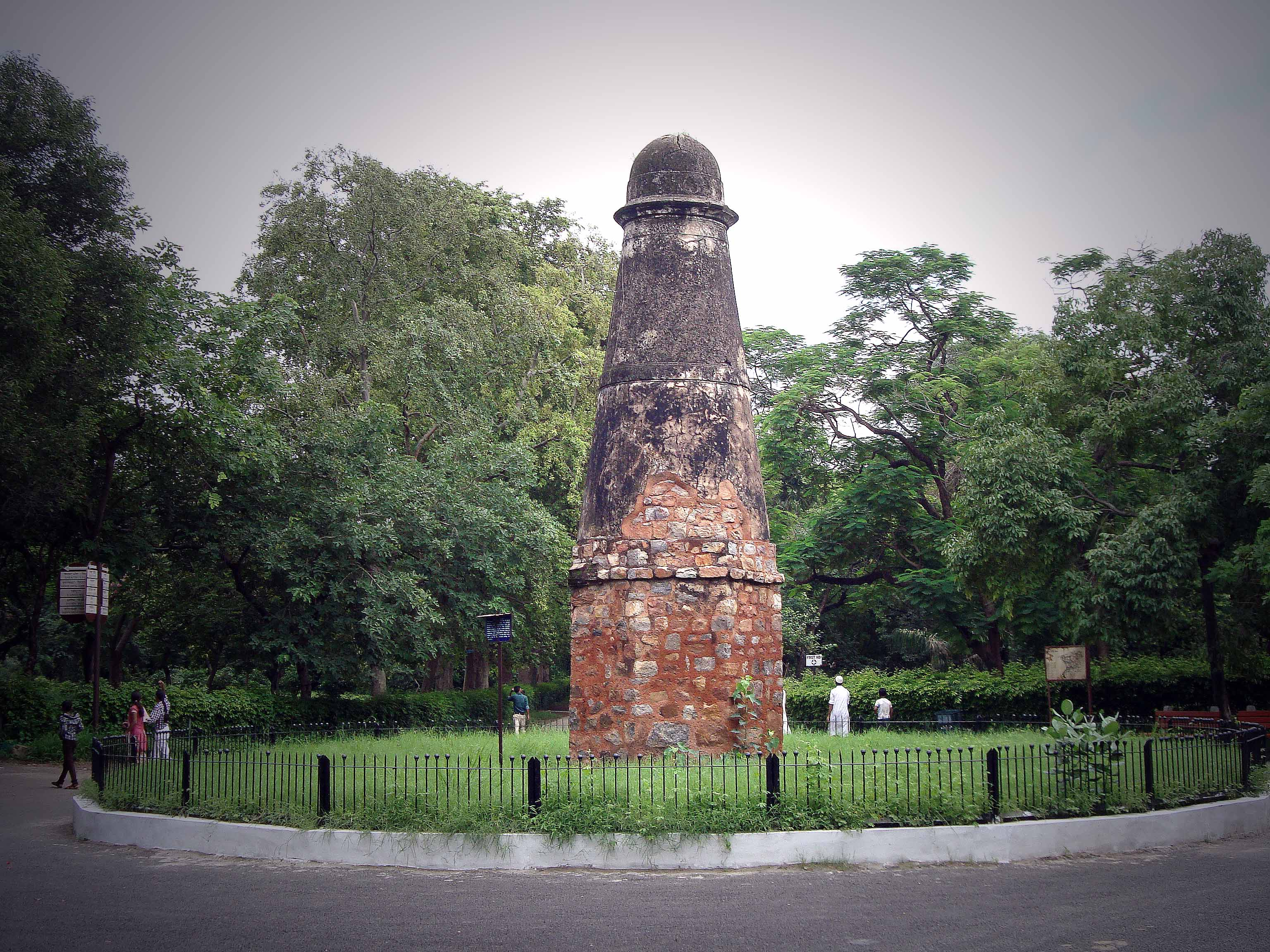

كوس هي وحدة مسافة هندية قديمة. يمكن أن تمثل إما مسافة تقارب 1.8 كيلومتر (1.1 ميل) أو 3.2 كيلومتر (2.0 ميل). مينار هي كلمة فارسية تعني البرج. سجل أبو الفضل في أكبر ناما في عام 1575 م، ان السلطان أكبر اصدر أمرًا بوجوب إقامة عمود أو مينار لراحة المسافرين في كل كوس (1.1 ميل) على الطريق من أغرا إلى أجمر.